# 宮川春汀
宮川 春汀（みやがわ しゅんてい、明治6年〈1873年〉11月11日 - 大正3年〈1914年〉7月26日）とは、明治時代の浮世絵師。

## 来歴
富岡永洗の門人。洗圭、春汀、漁史と号し、Ｓとも記す。三河国（現・愛知県）渥美郡畠村（現・田原市福江町）に廻船業と薬種問屋を営んでいた豪商・渡辺家に生まれた。名は守吉。明治11年（1878年）に母が絶家となっていた宮川家を継いだため、守吉も宮川を名乗る。
12歳の時、敷知郡誠明教育会主催の展覧会で作文・図画の一等賞を受賞。14歳の時、漢書の筆写を好んで絵を模写する。明治23年（1890年）得意としていた画業を志し、全ての財産を整理して上京、富岡永洗について絵を学んだ。春汀が画家となった理由は不明だが、同郷の日本画家・渡辺小華に憧れたからとする説がある。以来、写生を専らにして浮世人物を究め、特に好んで柔らかいタッチの子供絵を描いたほか、美人画を得意としている。最初は師から「蓬斎洗圭」の名を与えられるが、明治28年（1895年）に「宮川春汀」に改名した。作画期は明治20年（1887年）代から亡くなる年までで、明治20年代から明治30年代にかけては「風俗通」、「美人十二ヶ月」、「風俗錦絵雑帖」などの風俗画の他、雑誌口絵、新聞挿絵を描いている。こうした画業の傍ら、柳田國男、田山花袋、国木田独歩、徳田秋声、桐生悠々ら多くの若い文人たちと交流を重ねていった。また作家・巖谷小波と知り合い、明治31年5月小波が主催する「木曜会」に入会し、彼らと作品を批評したり句会を開いた。文芸雑誌「生活」の大正3年の木曜会発句題「社頭杉」には春汀の俳句も２句選ばれている。
明治31年（1898年）には、柳田國男に田山花袋が宮川春汀の故郷である渥美半島に療養に行くように勧めた。療養期間中、柳田國男は海岸に漂着した椰子の実を見、帰京後に島崎藤村に伝え唱歌「椰子の実」が生まれた。

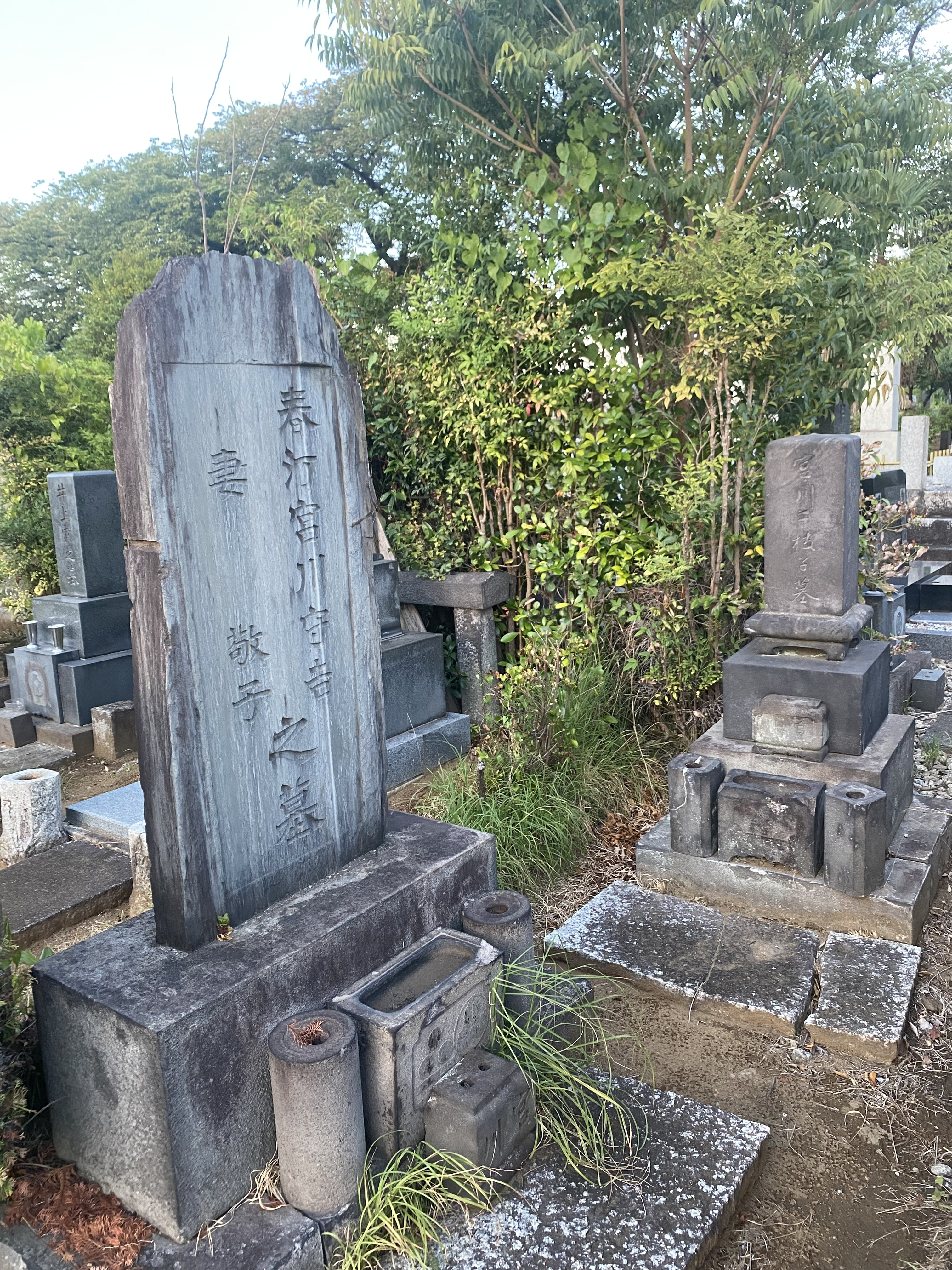
娘千枝子の墓（右奥）と同じ区画にある「春汀宮川守吉 妻敬子 之墓」（染井霊園）

明治32年、長女・千枝子が誕生するも千枝子6歳の時、東京女子師範学校附属幼稚園通園中、路面電車事故により死亡した事が、生来生真面目で神経質、そして多少の癇癪持ちだった春汀の心に、生涯重荷となってのしかかった。また大正2年（1913年）院展出品を目指して制作に意欲を燃やすも、振るわず次第に神経が蝕まれていく。翌年正月に発病、入院するも快方に向かわず生涯を閉じた。享年は数えで42。墓は長女と同じ染井霊園。後に分骨され、郷里福江の菩提寺・潮音寺の宮川家墓地に納められた。

## 画像

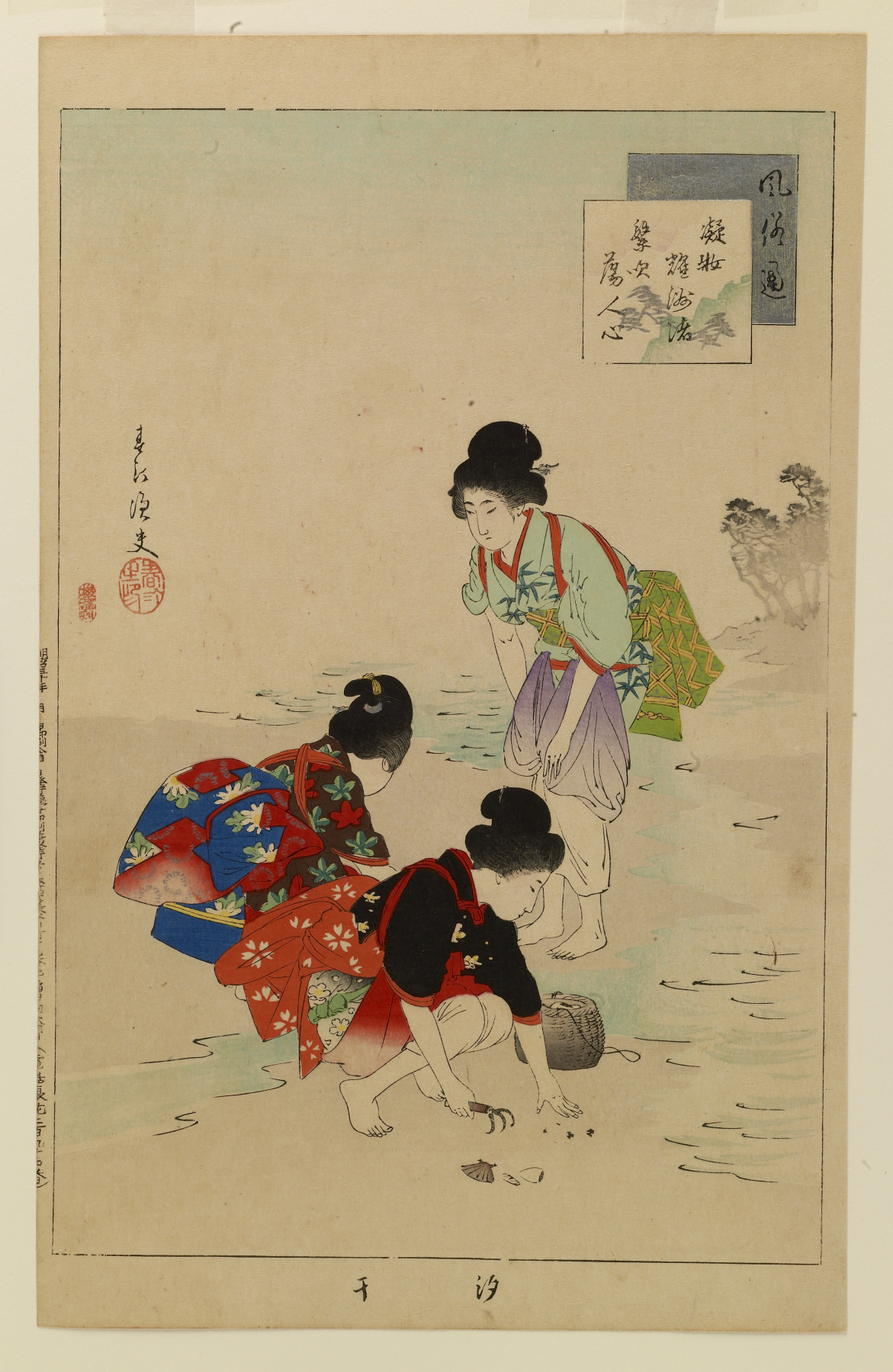
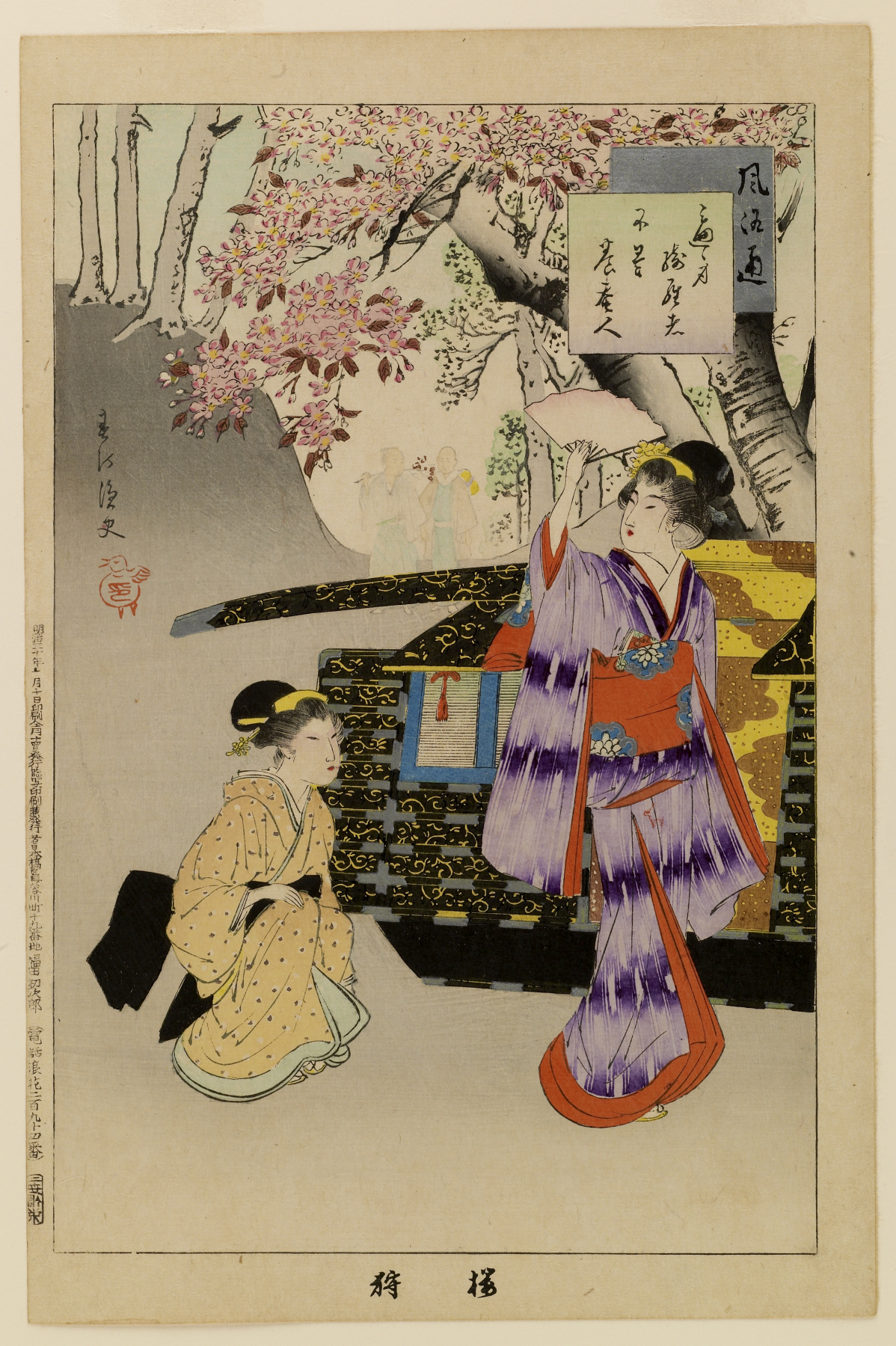
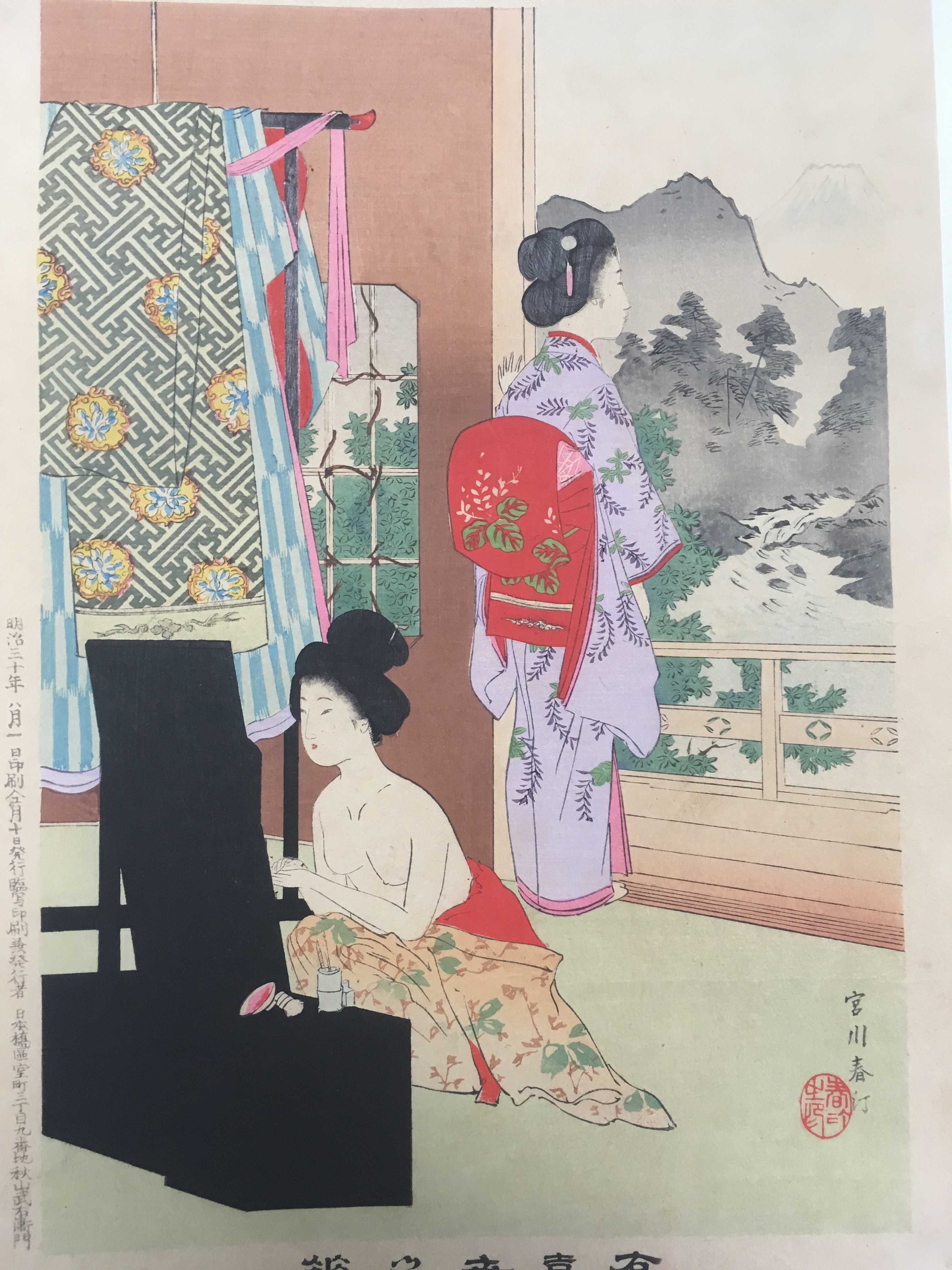
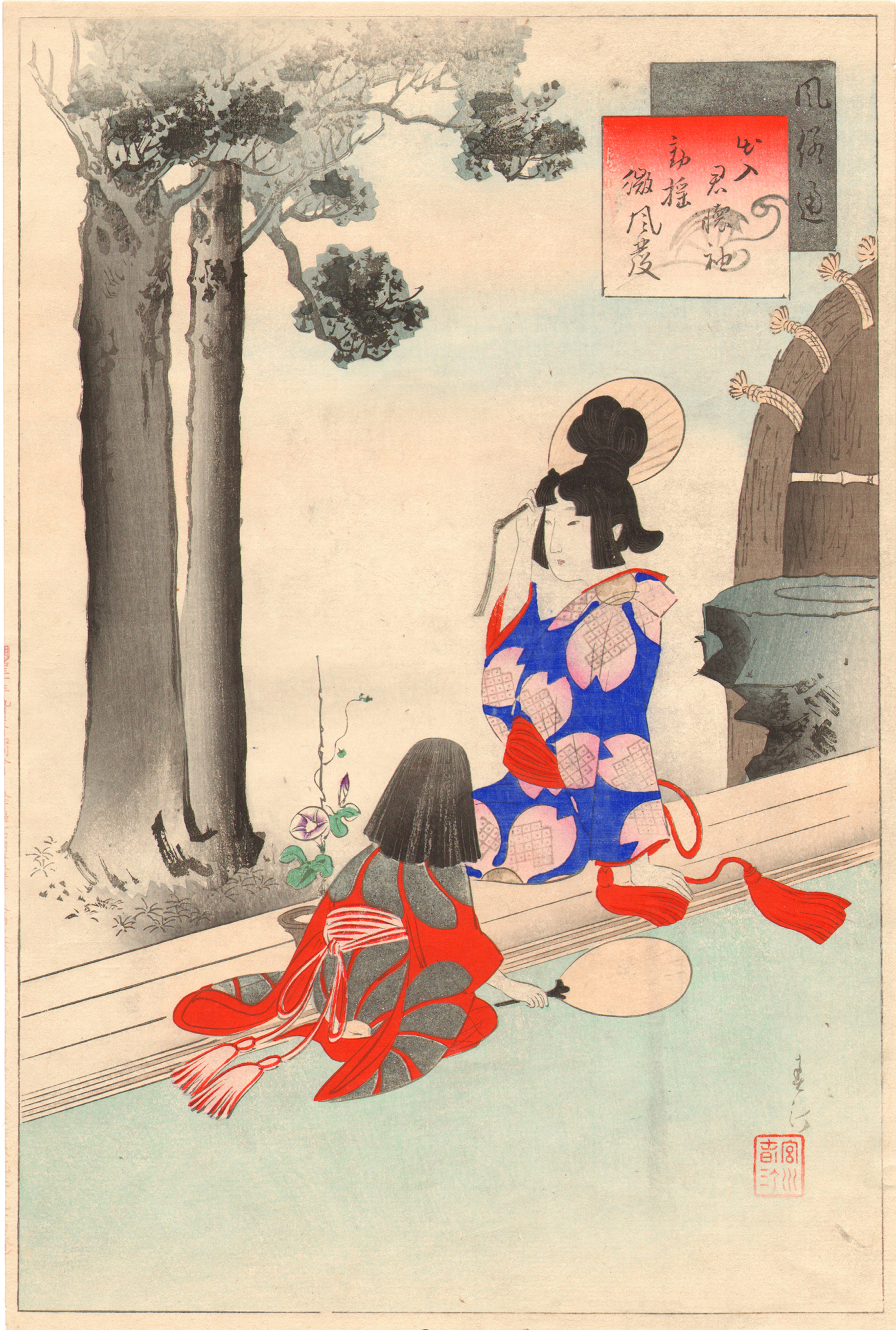

## 作品
- 「小供風俗」 大判24枚揃×2組 明治29年‐明治30年 「瓢箪ぼっくり」、「動物園」など。
- 「風俗通」　錦絵　大判　揃物　明治30年‐明治31年
- 「こども遊」　錦絵　江戸東京博物館所蔵
- 「こども遊　やり羽子」　錦絵　江戸東京博物館所蔵
- 「有喜世之華　囲碁」　錦絵　大判　36枚揃の内　明治30年
- 「有喜世之華　縫い物」　錦絵　大判　36枚揃の内明治31年
- 「有喜世之華　のぞきからくり」　錦絵　36枚揃の内大判　明治31年
- 「有喜世之華　髪結子」　錦絵　大判　36枚揃の内山口県立萩博物館・浦上記念館所蔵
- 「有喜世之華　短冊子」　錦絵　大判　36枚揃の内山口県立萩博物館・浦上記念館所蔵
- 「有喜世之華　雛祭」　錦絵　大判　36枚揃の内
- 「美人十二ヶ月」　錦絵　大判3枚続　12枚揃　明治31年
- 「有情無情」口絵　小栗風葉著　明治40（1907）年　御厨野文庫蔵 [9]